# 多葶蒲公英
多葶蒲公英（学名：Taraxacum multiscaposum）为菊科蒲公英属的植物，是中国的特有植物。分布于阿富汗、伊朗、哈萨克斯坦、吉尔吉斯斯坦以及中国大陆的新疆等地，生长于海拔2,600米的地区，多生在低山草原以及荒漠区汇水洼地，目前尚未由人工引种栽培。